# Silene yildirimlii
Silene yildirimlii är en nejlikväxtart som beskrevs av Dinç. Silene yildirimlii ingår i släktet glimmar, och familjen nejlikväxter. Inga underarter finns listade i Catalogue of Life.